# Szkoła Podstawowa nr 1 im. Świętego Jana Pawła II w Kłodawie
Szkoła Podstawowa nr 1 im. Świętego Jana Pawła II w Kłodawie – ośmioletnia, publiczna szkoła podstawowa w Kłodawie, zlokalizowana przy ulicy Kościelnej 15.
Założona w 1897 roku, jest najstarszą placówką edukacyjną w mieście. W obecnej formie istnieje od 1 września 2017.

## Historia
Historia szkoły sięga roku 1897, kiedy to oddano do użytku budynek szkoły (obecnie „stary budynek”) przy ulicy Kościelnej i powołano Publiczną Szkołę Elementarną.
W 1919 przekształcona została w czteroklasową Publiczną Szkołę Powszechną. Dwa lata później liczyła siedem klas, a nauczyciele prowadzili kursy dla analfabetów.
W okresie II wojny światowej zawieszono działalność edukacyjną w szkole; budynek służył jako szpital wojskowy i koszary wojsk niemieckich. W 1945 roku ponownie rozpoczęto tam kształcenie, utworzono również klasy przyspieszone.
W 1948 placówka otrzymała własny sztandar, ufundowany przez Związek Młodzieży Katolickiej.
W latach 50. XX wieku szkoła zmieniła nazwę na Szkołę Podstawową nr 1 w Kłodawie. 
W 1949 roku powstała w mieście Kopalnia Soli Kłodawa, co przyczyniło się do dynamicznego rozwoju Kłodawy w okresie powojennym. Budynek szkoły z trudnością mieścił coraz większe ilości uczniów. W 1957 oddano do użytku drugi pawilon szkolny, znany jako "nowy budynek".
W 1965, w pobliżu kopalni, powstała w Kłodawie kolejna szkoła podstawowa, obecnie funkcjonująca jako Szkoła Podstawowa nr 2 im. Białych Górników.
W 1995 do użytku uczniów oddano stadion sportowy, znajdujący się przy budynku szkoły.
W 1997 miały miejsce uroczyste obchody stulecia istnienia szkoły. Z tej okazji poświęcono szkolny sztandar.
Po reformie szkolnictwa w 1999 roku w miejsce szkoły podstawowej powołano Zespół Szkół nr 1w Kłodawie, składający się z sześcioletniej szkoły podstawowej i trzyletniego gimnazjum; analogicznie Szkoła Podstawowa nr 2 została przekształcona w Zespół Szkół nr 2 w Kłodawie.
W 2001 pomiędzy starym a nowym budynkiem szkoły oddano do użytku nowoczesną halę sportową.
W 2012 roku w Kłodawie przeprowadzono gruntowną reorganizację oświaty. Zdecydowano o likwidacji Zespołu Szkół nr 1, powołując w jego miejsce Gimnazjum nr 1 w Kłodawie; jednocześnie zlikwidowano Zespół Szkół nr 2, powołując w jego miejsce Szkołę Podstawową nr 2. Uczniowie dotychczasowej szkoły podstawowej nr 1 zmuszeni byli do zmiany placówki edukacyjnej, podobnie jak uczniowie gimnazjum z Zespołu Szkół nr 2. 
Zmiany wywołały niezadowolenie wśród mieszkańców gminy, m.in. ze względu na konieczność pokonywania przez uczniów w drodze do szkoły ruchliwej drogi krajowej 92 (przebiegającej przez centrum miasta). W reakcji na reformę 2 września 2012 zorganizowane zostało referendum, wskutek którego odwołano burmistrza miasta i gminy.
29 sierpnia 2014 uchwałą Rady Miejskiej w Kłodawie nadano szkole imię Świętego Jana Pawła II. 15 września 2014 miała miejsce uroczystość nadania imienia, w której uczestniczyli m.in. Wiesław Mering, biskup włocławski i Ireneusz Niewiarowski, senator RP.
We wrześniu 2017 przeprowadzona została reforma edukacyjna, na mocy której zlikwidowano gimnazja. Gimnazjum nr 1 w Kłodawie wygaszono i przekształcono w Szkołę Podstawową nr 1 w Kłodawie, utrzymując imię Świętego Jana Pawła II. W październiku 2017 miały miejsce obchody 120-lecia istnienia placówki.

## Nazwy szkoły
- Publiczna Szkoła Elementarna w Kłodawie, od 1897
- Publiczna Szkoła Powszechna w Kłodawie, od 1919
- Szkoła Podstawowa nr 1 w Kłodawie, od lat 50. XX wieku
- Zespół Szkół nr 1 Kłodawie, od 1999, składający się ze szkoły podstawowej i gimnazjum
- Gimnazjum nr 1 w Kłodawie, od 2012
- Gimnazjum nr 1 im. Świętego Jana Pawła II w Kłodawie, od 2014
- Szkoła Podstawowa nr 1 im. Świętego Jana Pawła II w Kłodawie, od 2017

## Dyrektorzy szkoły
- Edward Kubicki
- Janina Gierszówna (ok. 1913–1921)
- Henryk Zwański (1921–1923)
- Alfons Sternent (1923-1924)
- Stanisław Postek (1924-1927)
- Zenon Kordakowski (1927-1931)
- Władysław Grabski (1931-1937)
- Michalina Remieszko (1937-1965)
- Tadeusz Lankiewicz (1965-1968)
- Jan Pietrusiak (1968-1986)
- Janina Roszkiewicz (1986-2007)
- Beata Kołuda (od 2007)

## Obiekty szkolne
- "stary budynek" z ośmioma salami lekcyjnymi
- "nowy budynek" z salami lekcyjnymi, świetlicą
- hala sportowa
- boisko szkolne

## Obwód szkolny
Obwód szkolny dla Szkoły Podstawowej nr 1 im. Świętego Jana Pawła II w Kłodawie został ustanowiony Uchwałą Rady Miejskiej w Kłodawie z dnia 31 marca 2017 i obejmuje następujący obszar:
- miasto Kłodawa, ulice: 11 listopada, Rawity Witanowskiego (częściowo), Dąbska (częściowo), Wiejska, Sędziwoja z Czechla, Adama Rustejki Pińkiewicza, Stanisława Staszica, Akademii Krakowskiej, Grzegorza z Sambora, Sportowa, Strażacka, Spółdzielcza, Harcerska, Elizy Orzeszkowej, Władysława Broniewskiego, Stefana Żeromskiego, Marii Dąbrowskiej, Juliana Tuwima, Leona Kruczkowskiego, Kardynała Stefana Wyszyńskiego, Warszawska, Plac Wolności, Kościelna, Szkolna, Ogrodowa, Krótka, Nowa, Krępa, Targowa, Przedecka, Poznańska, Toruńska, Polna, Cegielniana, Rolnicza, Traktorowa, Adama Mickiewicza, Bierzwieńska, Juliusza Słowackiego, Kolska, Zagórnicka, Dolna, Stodólna, Włocławska, Krańcowa, Bolesława Prusa, Wąska, Wspólna, Własna
- wieś Bierzwienna Długa-Kolonia (częściowo)
- wieś Cząstków (częściowo)
- wieś Dębina
- wieś Głogowa
- wieś Kobylata
- wieś Leszcze (częściowo)
- wieś Łążek
- wieś Zbójno

## Szkoła w gminie
Szkoła jest obecnie jedną z trzech funkcjonujących w gminie Kłodawa publicznych szkół podstawowych i w roku szkolnym 2023/2024 uczęszcza do niej 256 uczniów. Pozostałe dwie szkoły podstawowe to Szkoła Podstawowa nr 2 im. Białych Górników w Kłodawie (ok. 293 uczniów) i Szkoła Podstawowa im. gen. Tadeusza Kutrzeby w Bierzwiennej Długiej (ok. 92 uczniów).
W gminie funkcjonują również szkoły podstawowe niepubliczne, do których uczęszcza część mieszkańców gminy:
- Szkoła Podstawowa w Korzeczniku, założona 1 września 2004 (ok. 85 uczniów)[12];
- Szkoła Podstawowa Stowarzyszenia Przyjaciół Szkół Katolickich im. kardynała Stefana Wyszyńskiego w Wólce Czepowej, założona 1 września 2004 (ok. 122 uczniów)[13];
- Szkoła Podstawowa im. Józefa Jakubowskiego w Górkach, założona 12 kwietnia 2012 (ok. 113 uczniów)[14];
- Szkoła Podstawowa w Lubońku, założona 1 sierpnia 2012 (ok. 46 uczniów)[15].

## Znani absolwenci
- Zdzisław Domański, burmistrz Kłodawy, poseł na Sejm I i X kadencji